# الهيئة العامة للتحكيم واختبارات القطن (مصر)
الهيئة العامة للتحكيم واختبارات القطن هي هيئة حكومية مصرية تابعة لوزارة الصناعة، أنشأت بقرار رئيس الجمهورية العربية المتحدة رقم 1105 لسنة 1965 والخاص بإعادة تنظيم الهيئات العاملة فى قطاع القطن في مصر، بهدف الحفاظ على جودة القطن المصري ومنع كافة أشكال الخلط أو الغش أو التلوث.

## المهام
أنشأت الهيئة بهدف تحقيق عدة مهام وأهداف هي:
- التأكد من نقاوة أصناف القطن التجارية من كافة أنواع الخلط والتلوث.
- مراقبة جميع مراحل تداول القطن المصرى بداية حلقات التجميع وحتى تسليمه للمغازل المحلية أو التصدير.
- أداء جميع الخدمات الفنية للأطراف المتعاملة فى المجال.
- إصدار الشهادات بنتائج اختبارات الخواص التكنولوجية واختبارات الرطوبة وكذلك شهادات فرز الخبراء.

## وصلات خارجية
- الموقع الرسمي للهيئة.
- الصفحة الرسمية للهيئة على موقع فيس بوك.